# Stan Tracey
Pour les articles homonymes, voir Tracey.
Stanley William « Stan » Tracey, né le 30 décembre 1926 à Denmark Hill, South London (Angleterre) et mort le 6 décembre 2013, est un pianiste et compositeur de jazz britannique.

## Discographie
- With Love from Jazz (Trio, 1957)
- Under Milk Wood (Blue Note, 1965) avec Bobby Wellins, Jeff Clyne et Jack Dougan
- The Salisbury Suite (Steam, 1978) avec Jeff Daly, Art Themen, Don Weller, Harry Beckett, Malcolm Griffiths, Dave Green et Bryan Spring
- Genesis (Steam, 1989) avec John Barclay, Steve Sidwell, Guy Barker, Henry Lowther, Malcolm Griffiths, Chris Pyne, Geoff Perkins, Peter King, Jamie Talbot, Tony Coe, Art Themen, Phil Todd, Roy Babbington et Clark Tracey
- Portraits Plus (Blue Note, 1992) avec Guy Barker, Malcolm Griffiths, Art Themen, Peter King, Don Weller, Dave Green et Clark Tracey
- For Heaven's Sake (Cadillac, 1995) avec Gerard Presencer, Andrew Cleyndert et Clark Tracey
- Solo: Trio (Cadillac, 1997) avec Andrew Cleyndert et Clark Tracey
- Evan Parker/Stan Tracey Suspensions and Anticipations (Psi, 2003)
- Danny Moss/Stan Tracey Just You, Just Me (Avid, 2003)
- The Last Time I Saw You (Trio, 2004) avec Peter King, Clark Tracey et Andrew Cleyndert
- A Child's Christmas Jazz Suite (ReSteamed, 2011) avec Clark Tracey, Andrew Cleyndert et Simon Allen